# 初始化
初始化（英語：Initialization）在计算机编程领域中指为数据对象或变量赋初值的做法，如何初始化则取决于所用的程序语言以及所要初始化的对象的存储类型等属性。用于进行初始化的程序结构则称为初始化器或初始化列表。初始化和变量声明是明显有区别的，而且初始化也先于变量声明进行，但两者在实践中仍常被混淆。

## 实现
初始化可以在编译时通过静态嵌入值来实现，也可以在运行时进行分配。进行初始化的代码部分称为“初始化代码”，但这部分代码可能还包含其他的一次性使用函数（例如打开文件）。将存储单元设为16进制0的做法也称作“清除”，这一般在机器代码级用异或指令的方式实现（指令的两个操作数必须为相同的变量），因为这不需要额外的内存访问。

## C系编程语言

### 初始化器
在C/C99/C++中，初始化器是声明器的可选部分，它由一个'='以及其后的一个表达式（或含有多个以','隔开的带圆括号表达式的单一列表）所组成。后面这一列表有时也被称为“初始化（器）列表”（initializer list）或”初始化列表”（initialization list），不过initializer list也是C++中用于初始化类或结构中的元素的保留字。
一个包含初始化的声明则通常被称为定义。根据C++标准规定，定义是声明的一种；具体来说，声明只需为函数或数据对象指定类型即可，而定义则还必须为其赋初值。所以“声明和定义”的提法严格来说是不准确的，但这种说法仍被广为采用。

### 初始化列表
一个类/结构的构造函数可以在定义中于构造函数体前包含一个初始化列表，用以给类/结构的元素赋初值。例如如下程序段：
```
  
struct
 
int_complex
 
{

    
int
 
re
,
 
im
;

    
int_complex
()
 
:
 
re
(
0
),
 
im
(
0
)
 
{
 
}

  
};

```

这里的" : re(0), im(0)"就是初始化列表。
有时“初始化列表”这个术语也用来指数组或结构初始化器中的表达式表。
在C++0x标准中也以模板的形式提供了一个更强力的初始化表的概念，即为std:initializer_list。

### 默认初始化
在程序里，数据初始化也可能在没有由明确的语法来实现的情况下进行。例如说，如果一个静态变量在没有初始化（即未指定初值）的情况下被声明，则：
1. 对于原生数据类型：以对应类型的零值进行初始化；
2. 对于类中的静态对象：由其默认的构造函数来进行初始化。